# IMAGICA Lab.
株式会社IMAGICA Lab.（イマジカラボ、英: IMAGICA Lab. Inc.）は、株式会社IMAGICA GROUPの子会社で、主にテレビ番組・テレビコマーシャルに関する業務を行うポストプロダクションである。
編集、MA、カラコレ、合成、テロップなどを行う。かつては東京現像所・東映化学（現・東映ラボ・テック）とともに日本の3大現像所と呼ばれていた。
2025年6月30日をもって、TVポストプロダクション事業から撤退した。

## 沿革
- 1932年（昭和7年） - 株式会社長瀬商店（現・長瀬産業株式会社）が京都府・太秦に「極東フィルム研究所」を開設[3]。
- 1935年（昭和10年） - 極東フィルム研究所が株式会社極東現像所として独立。
- 1942年（昭和17年） - 株式会社東洋現像所に社名変更。
- 1951年（昭和26年） - 東京都品川区に五反田工場を開設。
- 1953年（昭和28年） - 五反田工場でカラーフィルムの現像処理を開始。
- 1954年（昭和29年） - 前年に五反田工場の第1号作品として完成した大映製作の「地獄門」が、米国アカデミー賞特別賞（外国語映画部門）他を受賞。
- 1963年（昭和38年） - 写真事業を拡大。コダックよりコダクローム現像所の指定を受け、以降、全国にフィルムと印画紙（プリント）の現像所を開設。
- 1986年（昭和61年） - 株式会社IMAGICA（初代）に社名変更。
- 2000年（平成12年） - 株式会社IMAGICA大阪映像センターを分社化し、株式会社IMAGICAウェストを設立
- 2002年（平成14年） - 株式会社IMAGICA（初代）から映像事業を新設分割し、株式会社IMAGICA（2代目）を設立。株式会社IMAGICA（初代）は株式会社エフ・イー・エルに商号変更。
- 2006年（平成18年） - 株式会社IMAGICA（2代目）から映像事業を株式会社IMAGICA企画に吸収分割し、株式会社IMAGICA（3代目）に商号変更。株式会社IMAGICA（2代目）は持株会社となり株式会社イマジカホールディングスに商号変更[注 1]。コンテンツ事業・デジタル放送事業・映像システム事業をグループ会社に承継し、株式会社IMAGICAは映像技術サービスを核とした事業会社へ移行した。
- 2018年（平成30年） - 株式会社IMAGICA（3代目）を存続会社として、株式会社IMAGICAウェストと株式会社IMAGICAイメージワークスを吸収合併した上で商号を株式会社IMAGICA Lab.へ変更[4][5]。
- 2025年（令和7年） - TVポストプロダクション事業から撤退。

## 事業所
旧東洋現像所の「品川ビデオセンター」（現：品川プロダクションセンター。東京都品川区）では、テレビ番組の編集のほか、ビデオスタジオを併設しており収録も行われていた。建物の外観は、テレビドラマ『西部警察』（石原プロモーション・テレビ朝日）にて、舞台となる「西部警察署」庁舎として使用されていた。映画『ニッポン警視庁の恥といわれた二人 刑事珍道中』などにも登場している。建物は後に新社屋に建て替えられ、当時の建物は現存しない。
- 品川プロダクションセンター - （〒140-0002）東京都品川区東品川3-13-6
- 赤坂ビデオセンター
  - 赤坂クロシェットビル（〒107-0052）東京都港区赤坂4-10-4
  - 赤坂オルムビル（〒107-0052）東京都港区赤坂4-6-11
- 銀座7丁目スタジオ - （〒104-0061）東京都中央区銀座7-16-7 花蝶ビル
- 麻布十番スタジオ - （〒106-0045）東京都港区麻布十番1-10-10 ジュールAビル
- 渋谷スタジオ - （〒150-0047）東京都渋谷区神山町16-2 bit Cube 2F
- 渋谷公園通りスタジオ - （〒150-0041）東京都渋谷区神南1-19-11 パークウェースクエア2 3F
- 大阪プロダクションセンター - （〒530-0035）大阪府大阪市北区同心1-8-14

## 番組技術担当作品

### これまで放送された番組技術作品
レギュラー番組
- すっぴんDNA（中京テレビ制作）
- ヤミツキ（中京テレビ制作）
- 三宅裕司のドシロウト（山口放送制作）
- 大人時間（スカパー!制作）
- いただきマッスル!（中京テレビ制作）
- カートゥンKAT-TUN（日本テレビ制作）
- 久米宏のテレビってヤツは!?（毎日放送制作）
- フットンダ（中京テレビ制作）
- 囚われつかじ〜13人の容疑者〜（WOWOW制作）
- 北島ウインクハート（テレビ東京制作）
- キングコングのあるコトないコト（メ〜テレ制作）
- 山田洋次監督が選んだ日本の名作100本（NHK BSプレミアム）
- 追跡!あのニュースの続き（関西テレビ制作）

## フィルム現像作品、VTR編集作品

### テレビドラマ

#### 1960年代
- 忍者部隊月光
- 東京警備指令 ザ・ガードマン
- 喜びも悲しみも幾歳月
- 二人の星
- 記念樹
- 何処へ
- 今年の恋
- 女と刀
- レモンのような女
- コメットさん（九重佑三子版）
- 光速エスパー
- 風
- ぜったい多数
- もがり笛
- おやじ太鼓
- 37階の男
- バンパイヤ
- 3人家族
- 無用ノ介
- 青空にとび出せ!
- ゼロファイター
- 女殺し屋 花笠お竜
- 兄弟

#### 1970年代
- わが青春のとき
- 青春太閤記 いまにみておれ!
- あしたからの恋
- 二人の世界
- おれは男だ!
- クラスメート -高校生ブルース-
- おひかえあそばせ
- 気になる嫁さん
- 飛び出せ!青春
- だから大好き!
- トリプルファイター
- 緊急指令10-4・10-10
- 太陽にほえろ!
- パパと呼ばないで
- 魔人ハンター ミツルギ
- 婚期
- 雑居時代
- ボクは女学生
- 無宿侍
- 風の中のあいつ
- 特捜記者 犯罪を追え!
- 白い牙
- 家なき子
- 傷だらけの天使
- 俺たちの勲章
- 残りの雪
- 俺たちの旅
- 大都会 闘いの日々
- 新・二人の事件簿 暁に駆ける!
- いろはの"い"
- 大都会 PARTII
- 白い波紋
- 赤い絆
- 宇宙からのメッセージ・銀河大戦
- 大空港
- 西遊記
- 大都会 PARTIII
- 西部警察
  - 西部警察 (PART1)
- 若さま侍捕物帳
- 西遊記II

#### 1980年代
- 大捜査線
- 黄金の犬
- 炎の犬
- 加山雄三のブラック・ジャック
- 西部警察 PART-II
- 陽あたり良好!
- ザ・ハングマンII
- ねらわれた学園
- 松本清張の交通事故死亡1名
- 西部警察 PART-III
- 新ハングマン
- スチュワーデス物語
- 共犯の女たち
- ザ・ハングマン4
- 不良少女とよばれて
- スクール☆ウォーズ
- 私鉄沿線97分署
- 少女に何が起ったか
- ただいま絶好調!
- 誇りの報酬
- 遊びじゃないのよ、この恋は
- 松本清張スペシャル 夜光の階段
- ザ・ハングマンV
- 天使のアッパーカット
- どうぶつ通り夢ランド
- セーラー服反逆同盟
- ザ・ハングマン6
- ハングマンGOGO
- こんな学園みたことない!
- 太陽にほえろ!PART2
- ニュータウン仮分署
- ゴリラ・警視庁捜査第8班

#### 1990年代
- 代表取締役刑事
- 裏刑事-URADEKA-
- 愛しの刑事
- 平成第1期ウルトラシリーズ
  - ウルトラマンティガ
  - ウルトラマンダイナ
  - ウルトラマンガイア

#### 2000年代
- 平成第2期ウルトラシリーズ
  - ウルトラマンコスモス
  - ウルトラマンネクサス
  - ウルトラマンマックス
  - ウルトラマンメビウス

### 映画
- 空の大怪獣 ラドン
- 地球防衛軍
- 美女と液体人間
- かげろう絵図
- 電送人間
- ハワイ・ミッドウェイ大海空戦 太平洋の嵐
- モスラ
- 世界大戦争
- 切腹
- 大魔神
- 大魔神怒る
- 大魔神逆襲
- 兄貴の恋人
- 千夜一夜物語
- 日本沈没
- 東京湾炎上
- 宇宙からのメッセージ
- やさしいライオン
- 愛のファミリー
- 親子ねずみの不思議な旅
- 獄門島
- チリンの鈴
- キタキツネ物語（1978年 映画）
- ちいさなジャンボ
- バラの花とジョー
- 星のオルフェウス
- くるみ割り人形
- ユニコ　黒い雲と白い羽
- がんばれ!! タブチくん!!
- がんばれ!! タブチくん!! 第2弾 激闘ペナントレース
- アフリカ物語
- がんばれ!! タブチくん!! 初笑い第3段 あゝツッパリ人生
- じゃりン子チエ
- シリウスの伝説
- オズの魔法使い
- 対馬丸 さようなら沖縄
- 想い出を売る店
- 幻魔大戦
- 里見八犬伝
- おしん
- ペンギンズ・メモリー 幸福物語
- ビルマの竪琴（1985年版）
- 妖精フローレンス
- タッチ 背番号のないエース
- スーパーマリオブラザーズ ピーチ姫救出大作戦!
- RUNNING BOY スター・ソルジャーの秘密
- 天空の城ラピュタ
- タッチ2 さよならの贈り物
- マルサの女
- タッチ3 君が通り過ぎたあとに -DON'T PASS ME BY-
- 漂流教室
- サンリオアニメフェスティバル
- 魔女の宅急便
- たのしいおばなしシリーズ
- 火の鳥
- マルサの女2
- ぼくらの七日間戦争
- 丹波哲郎の大霊界 死んだらどうなる
- スウィートホーム
- 彼女が水着にきがえたら
- ガンヘッド
- あげまん
- 天と地と
- 幕末純情伝
- サイレントメビウス
- シコふんじゃった。
- ミンボーの女
- 女殺油地獄（1992年版）
- おろしや国酔夢譚
- サイレントメビウス2
- 紅の豚
- REX 恐竜物語
- 高校教師
- 海がきこえる
- 平成狸合戦ぽんぽこ
- ストリートファイターII MOVIE
- 家なき子 みなし子すずの哀しい旅
- ガメラ 大怪獣空中決戦
- 耳をすませば
- スーパーの女
- ガメラ2 レギオン襲来
- THE DOG OF FLANDERS
- 新世紀エヴァンゲリオン劇場版 シト新生
- 失楽園
- エルマーの冒険
- もののけ姫
- 新世紀エヴァンゲリオン劇場版 Air/まごころを、君に
- ラブ&ポップ
- ジャングル大帝
- 劇場版ポケットモンスター ミュウツーの逆襲
- ピカチュウのなつやすみ
- ガメラ3 邪神覚醒
- MARCO 母をたずねて三千里
- ホーホケキョ となりの山田くん
- アキハバラ電脳組 2011年の夏休み
- メッセンジャー
- GTO
- 人狼 JIN-ROH
- 劇場版　ああっ女神さまっ
- みんなのいえ
- 千と千尋の神隠し
- サクラ大戦 活動写真
- 猫の恩返し
- ギブリーズ episode2
- こちら葛飾区亀有公園前派出所 THE MOVIE2 UFO襲来! トルネード大作戦!!
- ハウルの動く城
- 劇場版ツバサ・クロニクル 鳥カゴの国の姫君
- 劇場版xxxHOLiC 真夏ノ夜ノ夢
- 超劇場版ケロロ軍曹
- まじめにふまじめ かいけつゾロリ なぞのお宝大さくせん
- ゲド戦記
- 崖の上のポニョ
- 借りぐらしのアリエッティ
- コクリコ坂から
- 映画けいおん!
- ももへの手紙
- 風立ちぬ
- かぐや姫の物語
- 思い出のマーニー
- レッドタートル ある島の物語
- この世界の片隅に
- CYBORG009 CALL OF JUSTICE
- メアリと魔女の花
- ちいさな英雄-カニとタマゴと透明人間-
- ぼくらの7日間戦争
- アーヤと魔女
- 君たちはどう生きるか
- 屋根裏のラジャー
- 日活ロマンポルノ作品 - 外部プロダクション製作作品（いわゆる買い取りピンク）は東映ラボ・テックが現像。
- エクセス・フィルム（ピンク映画）の一部作品

### アニメ
- アークザラッド
- アイドルマスター シンデレラガールズ
- ISLAND
- 青空少女隊
- 悪魔のリドル
- アストロガンガー
- アニマル1
- アベノ橋魔法☆商店街
- 愛天使伝説ウェディングピーチ
- 赤い光弾ジリオン
- 赤ずきんチャチャ
- あしたのジョー
- ああっ女神さまっ（OVA）
- ああっ女神さまっ 小っちゃいって事は便利だねっ
- ああっ女神さまっ （TV）
- 甘城ブリリアントパーク
- アルプスの少女ハイジ
- EAT-MAN
- EAT-MAN'98
- 伊賀野カバ丸
- いきなりダゴン
- 行け!稲中卓球部
- いじわるばあさん（新）
- 一発貫太くん
- イナズマイレブン
- いなり、こんこん、恋いろは。
- 異能バトルは日常系のなかで
- 今、そこにいる僕
- 吸血姫美夕（TV）
- うしおととら（OVA）
- うちゅう人 田中太郎
- 宇宙の騎士テッカマン
- 海のトリトン
- エイトマンAFTER
- エースをねらえ!
- えびてん 公立海老栖川高校天悶部
- エルフを狩るモノたち
- 黄金バット
- OKAWARI-BOY スターザンS
- 男どアホウ!甲子園
- おらぁグズラだど（新）
- 快傑蒸気探偵団 TV ANIMATION SERIES
- 科学忍者隊ガッチャマン
- 科学忍者隊ガッチャマンII
- 科学忍者隊ガッチャマンF
- 樫の木モック
- 課長王子
- 学級王ヤマザキ
- カバトット
- ガラスの仮面
- 機甲創世記モスピーダ
- きこちゃんすまいる
- キテレツ大百科
- 機動戦艦ナデシコ
- キャシャーン
- キャプテン
- 境界の彼方
- 巨人の星
- 撲殺天使ドクロちゃん
- きらりん☆レボリューション
- 銀河パトロールPJ
- クッキングパパ
- CLANNAD
- グロイザーX
- けいおん!
- けいおん!!
- けものフレンズ2
- 剣風伝奇ベルセルク
- 剣勇伝説YAIBA
- ゴールドライタン
- 紅殻のパンドラ
- 悟空の大冒険
- ご注文はうさぎですか?
- 小林さんちのメイドラゴン
- 小林さんちのメイドラゴンS
- コボちゃん
- コロッケ!
- コアラボーイ コッキィ
- ゴワッパー5 ゴーダム
- 昆虫物語 みなしごハッチ
- 昆虫物語 みなしごハッチ（新）
- サザエさん（2013年まで）
- サラダ十勇士トマトマン
- 3丁目のタマ うちのタマ知りませんか?
- 三丁目の夕日
- 時空探偵ゲンシクン
- ジムボタン
- ジャングル黒べえ
- ジャングル大帝
- ジャングル大帝 進めレオ!
- ジャングル大帝（新）
- ジャングルの王者ターちゃん
- シュガシュガルーン
- しゅごキャラ!
- 昭和アホ草紙あかぬけ一番!
- 新オバケのQ太郎
- 深海伝説マーメノイド
- 新幹線変形ロボ シンカリオン
- 人生相談テレビアニメーション「人生」
- 神秘の世界エルハザード（OVA）
- 神秘の世界エルハザード（TV）
- 神秘の世界エルハザード2
- スーパーフィッシング グランダー武蔵
- 涼宮ハルヒの憂鬱（2006年版）
- ストリートファイターII V
- 世界名作ものがたり
- 世界名作劇場シリーズ 
  - フランダースの犬
  - 母をたずねて三千里
  - あらいぐまラスカル
  - ペリーヌ物語
  - 赤毛のアン
  - トム・ソーヤーの冒険
  - 家族ロビンソン漂流記 ふしぎな島のフローネ
  - 南の虹のルーシー
  - アルプス物語 わたしのアンネット
  - 牧場の少女カトリ
  - 小公女セーラ
  - 愛少女ポリアンナ物語
  - 愛の若草物語
  - 小公子セディ
  - ピーターパンの冒険
  - 私のあしながおじさん
  - トラップ一家物語
  - 大草原の小さな天使 ブッシュベイビー
  - 若草物語 ナンとジョー先生
  - 七つの海のティコ
  - ロミオの青い空
  - 名犬ラッシー
  - 家なき子レミ
- カリメロ (2作目)
- 絶対可憐チルドレン
- ゾイド -ZOIDS-
- ゾイド新世紀スラッシュゼロ
- ソニック・ザ・ヘッジホッグ
- それいけ!ズッコケ三人組
- タイムボカン
- タイムボカン24
- タイムボカン 逆襲の三悪人
- タオタオ絵本館
- だがしかし
- ダッシュ勝平
- タッチ
- ダメおやじ
- チャージマン研!
- 中華一番!
- 中二病でも恋がしたい！シリーズ
- 超時空騎団サザンクロス
- 超時空要塞マクロス
- デート・ア・ライブシリーズ
- 鉄腕アトム（第2作）
- テラフォーマーズ
- デルトラクエスト
- 天才バカボン
- 天地無用!
- To Heart
- ときめきトゥナイト
- ドタンバのマナー
- とっとこハム太郎
- トップをねらえ!（映像特典）
- ツバサ・クロニクル
- ドテラマン
- ドラえもん（第1作）
- ドン・チャック物語（第1期、第2期前半）
- とんでも戦士ムテキング
- ナースウィッチ小麦ちゃんR
- 南国少年パプワくん
- 地球防衛家族
- 忍風カムイ外伝
- ノブナガ・ザ・フール
- のらくろ
- ハーイあっこです
- ハーメルンのバイオリン弾き
- ハクション大魔王
- 爆れつハンター
- バケツでごはん
- 破邪巨星Gダンガイオー
- 花右京メイド隊
- 花さか天使テンテンくん
- 平成イヌ物語バウ
- ハヤテのごとく!
- 破裏拳ポリマー
- はれときどきぶた
- パラッパラッパー
- HUNTER×HUNTER（第1作）
- 陽あたり良好!
- 光の伝説
- ひぐらしのなく頃に礼
- ひぐらしのなく頃に煌
- 響け！ユーフォニアム
- 火魅子伝
- フーセンのドラ太郎
- ふしぎなメルモ
- ふしぎ星の☆ふたご姫
- フラワーリングハート（HDコーディネーター）
- BLUE SEED2
- フルメタル・パニック!
- BEYBLADE X
- ベルサイユのばら
- 惑星のさみだれ
- ぼのぼの
- 冒険コロボックル
- 冒険少年シャダー
- ポータウンのなかまたち（日本語版制作）
- ポールのミラクル大作戦
- HAUNTEDじゃんくしょん
- ポケットモンスター
- ポケットモンスター アドバンスジェネレーション
- ポケットモンスター ダイヤモンド&パール
- ポケットモンスター ベストウイッシュ
  - ポケットモンスター ベストウイッシュ シーズン2
- ポケットモンスター XY
  - ポケットモンスター XY&Z
- ポケットモンスター サン&ムーン
- ポケットモンスター（2019年版）※第63話まで
- 星の王子さま プチ・プランス
- 星の子チョビン
- ボスコアドベンチャー
- 炎のアルペンローゼ ジュディ&ランディ
- 炎の闘球児ドッジ弾平
- マクロスプラス
- 魔法少女プリティサミー
- 魔法陣グルグル
- 魔法使いTai!（OVA）
- 魔法のステージ ファンシーララ
- マンガ家さんとアシスタントさんと
- まんがこども文庫
- まんが世界昔ばなし
- まんが日本昔ばなし
- まんがはじめて物語シリーズ
  - まんがはじめて物語
  - まんがどうして物語
  - まんがなるほど物語
  - 新まんがなるほど物語
  - まんがはじめて面白塾
- ミームいろいろ夢の旅
- 三つ目がとおる
- 緑山高校 甲子園編
- 未来警察ウラシマン
- 未来少年コナン
- ミラクル・ジャイアンツ 童夢くん
- 無彩限のファントム・ワールド
- 六三四の剣
- 無責任艦長タイラー
- 名探偵ホームズ
- メダロット
- モジャ公
- 森の陽気な小人たち ベルフィーとリルビット
- モンシェリCoCo
- やがて君になる
- ヤマトタケル 〜After War〜
- 山ねずみロッキーチャック
- 結城友奈は勇者である
- UFO戦士ダイアポロン
- 夢の星のボタンノーズ
- 妖怪人間ベム
- よろしくメカドック
- ラブひな
- りぜるまいん
- リボンの騎士
- 隆一まんが劇場 おんぶおばけ
- るろうに剣心 -明治剣客浪漫譚-
- レディ ジュエルペット
- ロードス島戦記 -英雄騎士伝-
- ロックマンエグゼ
- わがまま☆フェアリー ミルモでポン!シリーズ
- XXXHOLiC

### ゲーム
- サクラ大戦2 〜君、死にたもうことなかれ〜